# Beauvilliers (Loir-et-Cher)
Beauvilliers is een plaats en voormalige gemeente in het Franse departement Loir-et-Cher in de regio Centre-Val de Loire en telt 60 inwoners (2009). De plaats maakt deel uit van het arrondissement Vendôme.

## Geschiedenis
Beauvilliers maakte deel uit van het kanton Marchenoir totdat dit op 22 maart 2015 werd opgeheven en de gemeenten werden opgenomen in het op die dag gevormde kanton La Beauce. Op 1 januari 2017 fuseerde de gemeente met Baigneaux, Oucques en Sainte-Gemmes tot de commune nouvelle Oucques La Nouvelle.

## Geografie
De oppervlakte van Beauvilliers bedraagt 8,8 km², de bevolkingsdichtheid is dus 6,8 inwoners per km².
De onderstaande kaart toont de ligging van Beauvilliers (Loir-et-Cher) met de belangrijkste infrastructuur en aangrenzende gemeenten.

## Demografie
Onderstaande figuur toont het verloop van het inwonertal (bron: INSEE-tellingen).